# Seleção Francesa de Futebol Feminino
A Seleção Francesa de Futebol Feminino representa a França no futebol feminino internacional.

## História
Seus melhores resultados até o momento foram dois quartos lugares na Copa do Mundo de Futebol Feminino de 2011 e Copa do Mundo de Futebol Feminino Sub-20 de 2008.

### Títulos
- Cyprus Cup: 2012, 2014
- SheBelieves Cup: 2017[2]
- Torneio de França: 2020, 2022, 2023
- Campeonato Europeu de Futebol Feminino Sub-19: 2003, 2010, 2013, 2016 e 2019
- Campeonato Europeu de Futebol Feminino Sub-17: 2023
- Copa do Mundo de Futebol Feminino Sub-17: 2012
- Universíada: medalha de ouro - 2015
- Torneio de Montaigu : 2019

## Campanhas de destaque
- Copa do Mundo de Futebol Feminino: 4º lugar - 2011
- Campeonato Europeu de Futebol Feminino: Semifinal - 2022
- Jogos Olímpicos: 4º lugar - 2012
- Copa do Mundo de Futebol Feminino Sub-20: 2º lugar 2016
- Jogos Mundiais Militares: medalha de prata - 2015
- Liga das Nações da UEFA: 2024 Vice-campeão

## Ex-Jogadoras notáveis

### Atacante
- Marinette Pichon
- Marie-Laure Delie
- Élodie Thomis

### Meio-campista
- Camille Abily
- Sonia Bompastor
- Sandrine Soubeyrand
- Louisa Cadamuro
- Gaëtane Thiney

### Zagueiro
- Laure Boulleau
- Isabel Loisel
- Corinne Diacre
- Laura Georges

## Uniformes

### Uniformes atuais
- 1º - Camisa azul, calção branco e meias vermelhas;
- 2º - Camisa branca, calção branco e meias rosas.

| 1° | 2° |

### Uniformes das goleiras
| 1 | 2 |